# Bodhi Elfman
Bodhi Pine Elfman, geb. Saboff (* 19. Juli 1969 in Los Angeles, Kalifornien) ist ein US-amerikanischer Schauspieler.

## Leben und Karriere
Bodhi Elfman wurde in Los Angeles als einziges Kind des Filmemachers Richard Elfman und dessen Frau geboren. Er ist seit 1991 in Film und Fernsehen zu sehen. Er spielte größere Rollen in Filmen wie Godzilla und Armageddon – Das jüngste Gericht, kleinere in Glauben ist alles! oder Nur noch 60 Sekunden. Im Jahr 2000 bekam Elfman die Hauptrolle des Londo Pearl in der Serie Freedom. In der Folge hatte er Gastauftritte in Serien wie Emergency Room – Die Notaufnahme, Las Vegas oder Charmed – Zauberhafte Hexen. Ab 2012 gehörte er zum Darstellercast der Serie Touch.
In jüngerer Vergangenheit folgten Gastauftritte in Criminal Minds und Code Black.
Bodhi Elfman ist der Neffe des Filmkomponisten Danny Elfman. Seine Ehefrau Jenna Elfman ist ebenfalls eine bekannte Schauspielerin. Mit ihr stand er u. a. in der Sitcom Dharma & Greg gemeinsam vor der Kamera. Sie haben zwei Söhne (* 2007 und 2010).

## Filmografie (Auswahl)
- 1991: Alles Okay, Corky? (Life Goes On, Fernsehserie, 2 Episoden)
- 1992: Der Schein trügt (Doing Time on Mable Drive, Fernsehfilm)
- 1993: Melrose Place (Fernsehserie, Episode 1x21)
- 1993: Ein Strauß Töchter (Sisters, Fernsehserie, Episode 4x09)
- 1994: Shrunken Heads
- 1994: Eine schrecklich nette Familie (Married...With Children, Fernsehserie, Episode 9x07)
- 1996: Ellen (Fernsehserie, Episode 3x21)
- 1996–1997: Hinterm Mond gleich links (3rd Rock from the Sun, Fernsehserie, 2 Episoden)
- 1997: Zwei in der Tinte (Ink, Fernsehserie, 3 Episoden)
- 1997: Teen-Spirit 2000
- 1998: Das Mercury Puzzle (Mercury Rising)
- 1998: Godzilla
- 1998: Armageddon – Das jüngste Gericht (Armageddon)
- 1998: Der Staatsfeind Nr. 1 (Enemy of the State)
- 1998–2001: Dharma & Greg (Fernsehserie, 3 Episoden)
- 2000: Glauben ist alles! (Keeping the Faith)
- 2000: Nur noch 60 Sekunden (Gone in 60 Seconds)
- 2000: Almost Famous – Fast berühmt (Almost Famous)
- 2000: Sand
- 2000–2001: Freedom (Fernsehserie, 11 Episoden)
- 2001: Providence (Fernsehserie, Episode 3x22)
- 2003: Emergency Room – Die Notaufnahme (ER, Fernsehserie, Episode 9x18)
- 2003: Without a Trace – Spurlos verschwunden (Without a Trace, Fernsehserie, Episode 1x20)
- 2003: Las Vegas (Fernsehserie, Episode 1x03)
- 2004: Charmed – Zauberhafte Hexen (Charmed, Fernsehserie, Episode 6x21)
- 2004: Collateral
- 2006: Love Hollywood Style
- 2009: Misadventures in Matchmaking (Fernsehserie, 5 Episoden)
- 2009: The Mentalist (Fernsehserie, Episode 1x18)
- 2010: CSI: Vegas (Fernsehserie, Episode 11x10)
- 2011: Prime Suspect (Fernsehserie, Episode 1x11)
- 2012–2013: Touch (Fernsehserie, 10 Episoden)
- 2015: Code Black (Fernsehserie, Episode 1x11)
- 2015–2017: Criminal Minds (Fernsehserie, 6 Episoden)
- 2016: Rizzoli & Isles (Fernsehserie, Episode 7x13)
- 2019: Aliens, Clowns & Geeks
- 2020: Browse